# Todeszelle

Die absolute Zahl der Menschen in der Todeszelle für jeden US-Bundesstaat im Jahr 2024

Die relative Anzahl der Menschen in der Todeszelle für jeden US-Bundesstaat im Jahr 2024 in Bezug auf 10.000.000 Einwohner

Als Todeszelle bezeichnet man eine Gefängniszelle, in der ein zum Tode verurteilter Delinquent auf den Tag seiner Hinrichtung wartet. Der Gefängnistrakt, der die Todeszellen umfasst, wird als Todestrakt bezeichnet. Weltweit warten zwischen 19.000 und 24.000 Menschen in Todeszellen auf ihre Hinrichtung.
In den USA gelten für Gefangene die in einer Todeszelle untergebracht sind, spezielle Sicherungsmaßnahmen:
- Fesselung außerhalb der eigenen Zelle, immer mit einer Kombination aus Hand- und Fußfesseln.
- Der Hofgang findet ohne Kontakt zu anderen Häftlingen in einem 6 × 1 m großen Außenkäfig statt.
- Wie in allen anderen US-Strafanstalten müssen alle Gefangenen ausschließlich Häftlingskleidung tragen (orangefarbene Overalls, Unterwäsche, Socken und offene Schuhe).
- Gefangene werden bei Besuchsterminen gefesselt und zusätzlich an einen festen Gegenstand angekettet.
- Regelmäßige Überprüfung der Hafträume.